# زخم کوشینگ
اولسر کوشینگ، نوعی اولسرپپتیک در معده است که بعلت بالارفتن فشار مغز ایجاد می‌شود. گرچه به صورت اساسی اولسر معده است، اما گاهگاهی هم در قسمت ابتدای دوازدهه یا انتهای مری به وجود می‌آید. نامگذاری این بیماری به افتخار هاروی کوشینگ، جراح مغز و اعصاب آمریکایی (۱۸۶۹ – ۱۹۳۹ میلادی) می‌باشد.

## علل
پیشنهاد شده که علت این بیماری، تحریک هسته عصب واگ در مغز بعلت فشار بالای مغزی-نخاعی است که منجر به ترشح بیشتر عصب واگ در معده می‌شود. عصب واگ، استیل کولین رها می‌کند که باعث تحریک گیرنده M۳ در سلول‌های پاریتال معده می‌گردد که تحریک این گیرنده دستگاه پیامبر ثانویه، سیستم یون کلسیم-اینترنال پپتید سه (IP۳/Ca2) را فعال می‌نماید. گام بعدی و نهایی فعال نمودن پمپ سدیم-پتاسیم ATPase است که منتهی به افزایش ترشح اسید می‌شود. همچنین ممکن است این زخم مستقیماً بعلت واکنش کوشینگ ایجاد شود؛ واکنش کوشینگ به تغییرات عمومی بدن در واکنش به ضربه سر گفته می‌شود که شامل تریاد کوشینگ است: تنفس نامنظم، کاهش تعداد ضربان قلب و پهن شدن فشار نبض. فشار نبض، تفاضل فشارخون سیستولی و دیاستولی است.